# Göran Jerell
Göran Georg Jerell (eller Gerell), född omkring 1705, död 4 augusti 1737 i Vadstena församling, Östergötlands län, var mästersilversmed i Vadstena från 1734.

## Biografi
Göran Jerell skrevs 13 juni 1725 in som lärling hos silversmeden Jacob Schotte (1686-1750) i Vadstena. Han blev 13 augusti 1730 gesäll och 17 december 1734 mästare i Vadstena under Guldsmedsämbetet i Norrköping. Efter Jerells död fortsatte änkan Barckhusen att driva verkstaden fram till 1740.

### Familj
Jerell var gift med Catharina Barckhusen som efter Jerells död gifte om sig med silversmed silversmeden Gregorius Scharén (omkring 1701-1753) i Vadstena. Efter dennes död gifte hon sig med silversmeden Peter Callinberg (död 1771).

## Verklista (urval)
- Ödeshögs kyrka, Östergötland: Vinkanna 1738